# Język słoweński
Język słoweński (słoweń. slovenski jezik lub slovenščina) – język południowosłowiański, urzędowy w Słowenii i jeden z oficjalnych języków Unii Europejskiej. Posługuje się nim ok. 2,4 mln osób, z czego większość stanowią mieszkańcy Słowenii, a także terenów przygranicznych w Austrii i we Włoszech.

## Klasyfikacja
Podobnie jak serbsko-chorwacki, słoweński to język indoeuropejski należący do zachodniej gałęzi grupy południowosłowiańskiej. Stanowi część południowosłowiańskiego kontinuum dialektalnego. Jest blisko spokrewniony z dialektami kajkawskim i czakawskim języka serbsko-chorwackiego. Z dialektem sztokawskim, będącym podstawą współczesnych standardów językowych: bośniackiego, chorwackiego, czarnogórskiego i serbskiego, słoweński jest spokrewniony w mniejszym stopniu.

## Historia

### Wczesna historia

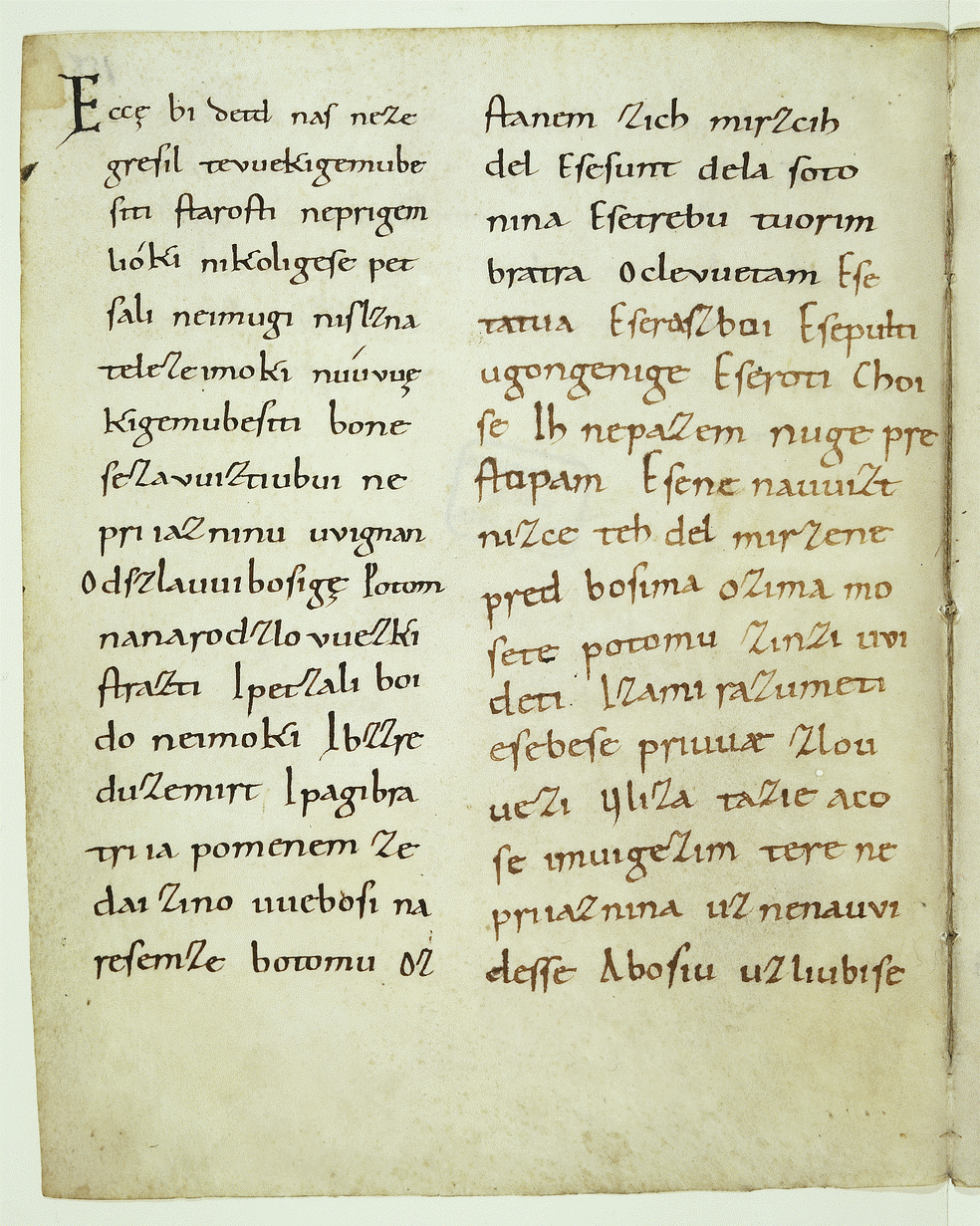
Fragment rękopisów z Fryzyngi

Jak wszystkie języki słowiańskie, słoweński wyewoluował z języka prasłowiańskiego. Najwcześniejszym zachowanym zabytkiem literackim w języku słoweńskim są rękopisy z Fryzyngi, które według szacunków powstały między 972 a 1093 rokiem (najprawdopodobniej zostały jednak spisane przed rokiem 1000). Są to najstarsze zachowane manuskrypty w języku z grupy słowiańskiej.
Język literacki wyłonił się w drugiej połowie XVI wieku dzięki działalności słoweńskich luteran w okresie reformacji. Najważniejszymi pisarzami z tamtego okresu byli Primož Trubar, który napisał pierwszą słoweńską książkę, Adam Bohorič, autor opisu gramatyki języka słoweńskiego, oraz Jurij Dalmatin, który przetłumaczył na słoweński Pismo Święte – Biblia Jurija Dalmatina.
Od późnego średniowiecza aż do rozpadu Monarchii Austro-Węgierskiej w 1918 na terytorium dzisiejszej Słowenii językiem elit był niemiecki, słoweński zaś był używany w niższych warstwach społecznych. W tym czasie język niemiecki miał duży wpływ na słoweński, przez co we współczesnym języku potocznym zachowały się liczne germanizmy. Wielu naukowców słoweńskich również pisało w językach obcych, szczególnie w języku niemieckim, który wówczas był dominującym językiem w całej Europie Środkowej.

### Dzieje najnowsze
W XIX wieku działacze ruchów kulturowo-politycznych: iliryzmu i panslawizmu, wprowadzili do języka słoweńskiego liczne słowa zaczerpnięte z serbsko-chorwackiego, czeskiego i rosyjskiego – głównie po to, aby zastąpić germanizmy. Większość z tych zmian przyjęła się, część jednak została zarzucona wraz z dalszym rozwojem języka. W drugiej połowie XIX wieku wielu pisarzy, takich jak Fran Levstik czy Josip Jurčič (autor pierwszej słoweńskiej powieści wydanej w 1866), masowo używało serbsko-chorwackich zapożyczeń. U schyłku wieku ta tendencja odwróciła się. Pierwsze pokolenie słoweńskich modernistów (jednym z najwybitniejszych przedstawicieli był pisarz Ivan Cankar) uciekało się do prostszego, nieobciążonego nadmiarem obcych słów języka. W okresie Królestwa Jugosławii ponownie wzrósł wpływ języka serbsko-chorwackiego. Spotkało się to ze sprzeciwem autorów i intelektualistów młodszego pokolenia, wśród których ważną rolę odgrywali działacze skupieni wokół lewicowego czasopisma „Sodobnost”, a także młodsi działacze i autorzy katoliccy. Po 1945 r. liczne używane dotąd serbsko-chorwackie słowa zostały wycofane z języka. Spowodowało to paradoksalną sytuację, w której język tekstu z drugiej dekady XX wieku jest często bliższy współczesnemu słoweńskiemu niż teksty z lat 20. i 30.
W latach 1920–1941 oficjalny język Królestwa Jugosławii określany był jako „serbsko-chorwacko-słoweński”. W praktyce w Słowenii, zarówno w edukacji, jak i w administracji, używano języka słoweńskiego. Niemniej jednak wiele instytucji posługiwało się wyłącznie językiem serbskim, dlatego w życiu publicznym w Słowenii rozpowszechniło się zjawisko dwujęzyczności słoweńsko-serbskiej.
W tym samym okresie zachodnia Słowenia (Przymorze i zachodnie gminy Wewnętrznej Krainy) należała do Królestwa Włoch i była poddawana brutalnej italianizacji. Taką samą politykę stosowano wobec użytkowników słoweńskiego w Wenecji Julijskiej, Gorycji i Trieście. W latach 1923–1943 publiczne używanie języka słoweńskiego na tych terytoriach było ściśle zabronione, a słoweńscy działacze byli prześladowani przez państwo. Po plebiscycie w Karyntii w 1920 roku, w słoweńskojęzycznej, południowej części regionu przyłączonej do Austrii, miała miejsce mniej agresywna germanizacja. Po wcieleniu Austrii do III Rzeszy posługiwanie się językiem słoweńskim zostało zakazane także w Karyntii. To zapoczątkowało proces zmiany języka regionu, który trwał przez całą drugą połowę XX wieku: w trakcie austro-węgierskiego spisu powszechnego w 1910 w Karyntii językiem słoweńskim posługiwało się na co dzień ok. 17% ludności, w 1951 r. było to jedynie 10%, a w 2001 już tylko 2,8%.
Podczas II wojny światowej Słowenia było podzielona między państwa Osi: faszystowskie Włochy, Niemcy i Węgry. Okupanci usiłowali zmniejszyć rolę języka słoweńskiego lub nawet całkiem go wyeliminować.
Po wojnie Słowenia stała się częścią Socjalistycznej Federacyjnej Republiki Jugosławii. Słoweński był jednym z oficjalnych języków federacji. Na terytorium Słowenii był on powszechnie używany w niemal wszystkich sferach życia publicznego. Jedynym wyjątkiem była jugosłowiańska armia, w której używano wyłącznie języka serbsko-chorwackiego, nawet na terenie Słowenii. Po uzyskaniu niepodległości w 1991 roku, Słowenia przyjęła język słoweński jako swój język urzędowy. W 2004 r., wraz z przystąpieniem kraju do Unii Europejskiej, słoweński stał się również jednym z oficjalnych języków wspólnoty.

## Występowanie

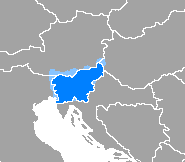
Rejony słoweńskojęzyczne

Język jest używany przez ok. 2,4 mln osób, głównie w Słowenii, ale także wśród słoweńskich mniejszości narodowych w rejonie Friuli-Wenecja Julijska we Włoszech (ok. 90 tys.), w południowej Karyntii i częściowo w Styrii w Austrii (25 tys.). Słoweńskiego używa się także w Chorwacji, w szczególności na półwyspie Istria, w Rijece i Zagrzebiu (od ok. 11,8–13,1 tys.), w południowo-wschodnich Węgrzech (3–5 tys.), w Serbii (5 tys.) i wśród słoweńskiej diaspory w Europie i na całym świecie (ok. 300 tys.), zwłaszcza w Stanach Zjednoczonych, Kanadzie, Argentynie, Australii i Południowej Afryce.

## Dialekty

Schemat rozmieszczenia dialektów języka słoweńskiego

Słoweński jest najbogatszym w dialekty językiem z grupy słowiańskiej. W ramach języka słoweńskiego wyróżnia się 46 narzeczy o różnym stopniu podobieństwa, uporządkowanych w 7 grup: dialekty karynckie, przymorskie, rowtarskie, goreńskie, doleńskie, styryjskie i panońskie. Pomimo że pomiędzy poszczególnymi dialektami występują znaczne różnice w wymowie, wzajemne zrozumienie nie sprawia większych problemów użytkownikom różnych narzeczy. Słoweński język standardowy używany jest głównie w wystąpieniach publicznych i przy uroczystych, oficjalnych okazjach.
Dialekty prekmurski i rezjański, najbardziej odbiegające od ogólnonarodowej słoweńszczyzny, przeszły proces standaryzacji. Użytkowników tych dwóch dialektów najtrudniej zrozumieć, co zmusza Słoweńców do posiłkowania się słoweńskim ogólnym. Pozostałe dialekty są wzajemnie zrozumiałe, gdyby ominąć kwestię leksyki.
Regionalizmy ograniczają się głównie do wyrażeń kulinarnych i rolniczych, są jednak wyjątki. Część zapożyczeń tak silnie zakorzeniła się w lokalnych narzeczach, że ich użytkownicy mają poważne problemy z zastąpieniem ich zwrotami ze standardowej odmiany języka (przykładowo, odpowiednikiem słowa kovter, oznaczającego kołdrę, jest w standardowym słoweńskim prešita odeja, słowo w praktyce nigdy nie używane w mowie). W zachodnich dialektach występują liczne kalki i zapożyczenia z języka włoskiego, podczas gdy we wschodnich narzeczach spotykane są liczne germanizmy, będące pozostałością niemieckiego panowania. Obecność regionalizmów w odmianach słoweńszczyzny ma znaczący wpływ na zróżnicowanie dialektów.
W terminologii technicznej używa się wyłącznie niemieckich i, w nowszych naukach, angielskich zapożyczeń, które są wspólne dla wszystkich dialektów. Użycie takich słów jest jednak niedopuszczalne w standardowym słoweńskim. Przykładowo, powszechnie śrubokręt nazywa się šraufenciger (z niem. Schraubenzieher, w standardowym słoweńskim – izvijač), wiertarkę pormašina (z niem. Bohrmaschine, w języku standardowym vrtalni stroj), a serwer server (z ang. server, w języku standardowym strežnik).

## Fonetyka
W języku słoweńskim występuje 29 fonemów: 21 spółgłosek i 8 samogłosek. Wyróżnia się on wśród innych języków słowiańskich niewielką liczbą spółgłosek miękkich. Występuje w nim także zjawisko redukcji nieakcentowanych samogłosek.

### Samogłoski

Samogłoski w języku słoweńskim

W języku słoweńskim występuje 8 samogłosek (/a/, /e/, /ɛ/, /ə/, /i/, /o/, /ɔ/ i /u/). Odróżnia go to od serbsko-chorwackiego i macedońskiego, które mają po 5 samogłosek. Wszystkie samogłoski mogą być akcentowane lub nieakcentowane, przy czym nieakcentowane /e/ i /o/ występują bardzo rzadko. Według najnowszych badań, w języku nie występuje iloczas, akcentowane samogłoski są jednak wymawiane dłużej niż nieakcentowane.

### Spółgłoski
Słoweński posiada 21 fonemów spółgłoskowych. W nawiasach podano spółgłoski występujące jedynie jako alofony.
|                    | dwuwargowe | dwuwargowe | wargowo- zębowe | wargowo- zębowe | zębowe | zębowe | zadziąsłowe | zadziąsłowe | podniebienne | podniebienne | miękkopodniebienne | miękkopodniebienne |
| ------------------ | ---------- | ---------- | --------------- | --------------- | ------ | ------ | ----------- | ----------- | ------------ | ------------ | ------------------ | ------------------ |
| nosowe             | m          | m          |                 |                 | n      | n      |             |             |              |              | (ŋ)                | (ŋ)                |
| zwarte             | p          | b          |                 |                 | t      | d      |             |             |              |              | k                  | ɡ                  |
| zwarto-szczelinowe |            |            |                 |                 | t͡s     | (d͡z)   | t͡ʃ          | d͡ʒ          |              |              |                    |                    |
| szczelinowe        |            |            | f               |                 | s      | z      | ʃ           | ʒ           |              |              | x                  | (ɣ)                |
| półotwarte         |            |            | ʋ               | ʋ               | l      | l      |             |             | j            | j            |                    |                    |
| drżące             |            |            |                 |                 | r      | r      |             |             |              |              |                    |                    |

Wszystkie dźwięczne obstruenty ulegają ubezdźwięcznieniu w wygłosie, o ile nie poprzedzają wyrazu rozpoczynającego się samogłoską lub spółgłoską dźwięczną. W zbitkach spółgłoskowych występuje upodobnienie wsteczne, przez co [ɣ] i [d͡z] występują w postaci alofonów /x/ i /t͡s/. Fonem /ʋ/ ma kilka alofonów w zależności od kontekstu: 
- Przed samogłoską: [ʋ]
- Na końcu sylaby lub przed spółgłoską: [u̯]
- Na początku sylaby po spółgłosce dźwięcznej: [w]
- Na początku sylaby po spółgłosce bezdźwięcznej: [ʍ]

### Akcent
Wszystkie słowa w języku słoweńskim mają przynajmniej jedną akcentowaną sylabę. Akcent wyrazowy jest swobodny, ruchomy i ma charakter dynamiczny, choć w niektórych dialektach występuje również akcent melodyczny (toniczny). Zarówno w dialektach z akcentem dynamicznym, jak i z tonicznym, akcentowane sylaby mogą być długie i krótkie (z wyjątkiem kilku peryferyjnych dialektów).
Akcent tradycyjnie oznacza się na dwa sposoby. W systemie z akcentem tonicznym używa się trzech znaków diakrytycznych: akcentu ostrego (´) dla oznaczenia tonacji długiej, podniesionej i rosnącej; odwróconego brevisu ( ̑ ) dla tonacji długiej i opadającej; oraz gravisu (`) dla tonacji krótkiej i opadającej. W systemie z akcentem dynamicznym oznaczenia mają inne zastosowanie. Akcent ostry oznacza sylabę długą i akcentowaną (a także samogłoski półprzymknięte /e/ i /o/, odpowiednio: é i ó, które są zawsze akcentowane), odwrócony brevis oznacza samogłoski półotwarte /ɛ/ i /ɔ/, odpowiednio: ȇ i ȏ. Gravis oznacza krótką sylabę.
Akcent z reguły nie jest zaznaczany w słoweńskiej ortografii. Wyjątkiem są rzadkie przypadki, gdy akcent zaznacza się, aby zapobiec wieloznaczności, np. govorí 'mówi', govôri 'mów' (tryb rozkazujący); leží 'leży', lêži 'połóż się' (tryb rozkazujący). Najczęściej jednak znaczenia wyrazu można domyślić się z kontekstu.

## Gramatyka
Język słoweński jest językiem fleksyjnym. Rzeczowniki odmieniają się przez:
- 6 przypadków: mianownik, dopełniacz, celownik, biernik, miejscownik i narzędnik,
- 3 liczby: pojedyncza, podwójna i mnoga.

Mogą mieć jeden z trzech rodzajów: męski, żeński lub nijaki. Rzeczowniki każdego z rodzajów odmieniają się inaczej; łącznie w języku słoweńskim występuje 10 wzorów deklinacji. Nie ma rodzajników ani przedimków, ale określoność lub nieokreśloność może być niekiedy sygnalizowana określoną lub nieokreśloną formą przymiotnika, np. nov avto '(jakiś) nowy samochód', novi avto '(ten) nowy samochód'. 
Czasowniki w słoweńskim odmieniają się przez 3 osoby i 3 liczby. Występują:
- 4 czasy gramatyczne: jeden prosty (teraźniejszy) i trzy złożone (przeszły, zaprzeszły, przyszły), tworzone przy pomocy czasownika posiłkowego biti 'być';
- 3 tryby (oznajmujący, rozkazujący i przypuszczający);
- 2 strony (czynna i bierna).

Czasowniki mają też 4 imiesłowy, bezokolicznik i supinum. Nie wszystkie z tych kategorii mogą być używane we wszystkich przypadkach.
Język słoweński jest jednym z nielicznych języków słowiańskich, które zachowały liczbę podwójną.

## Zapis
Współczesny alfabet słoweński (słoweń. abeceda) wywodzi się z alfabetu chorwackiego, opracowanego w połowie lat 40. XIX wieku przez Ljudevita Gaja na podstawie alfabetu czeskiego. Wcześniej pisownia języka słoweńskiego była nieuregulowana.
System używa wyłącznie liter pisma łacińskiego z dodatkowymi literami diakrytyzowanymi č, š i ž. Gdy jest to konieczne, w tekstach mogą pojawić się także znaki diakrytyczne oznaczające akcent. Jedna litera lub dwuznak w języku słoweńskim oznacza zazwyczaj ten sam fonem (wyjątkiem są litery e i o).
Litery alfabetu słoweńskiego:
| Litera | Nazwa | Fonem         | Litera | Nazwa | Fonem    |
| ------ | ----- | ------------- | ------ | ----- | -------- |
| A, a   | a     | /a/           | M, m   | em    | /m/      |
| B, b   | be    | /b/           | N, n   | en    | /n/      |
| C, c   | ce    | /t͡s/          | O, o   | o     | /ɔ/, /o/ |
| Č, č   | če    | /t͡ʃ/          | P, p   | pe    | /p/      |
| D, d   | de    | /d/           | R, r   | er    | /r/      |
| E, e   | e     | /e/, /ɛ/, /ə/ | S, s   | es    | /s/      |
| F, f   | ef    | /f/           | Š, š   | eš    | /ʃ/      |
| G, g   | ge    | /ɡ/           | T, t   | te    | /t/      |
| H, h   | ha    | /x/           | U, u   | u     | /u/      |
| I, i   | i     | /i/           | V, v   | ve    | /ʋ/      |
| J, j   | je    | /j/           | Z, z   | ze    | /z/      |
| K, k   | ka    | /k/           | Ž, ž   | že    | /ʒ/      |
| L, l   | el    | /l/           |        |       |          |

Dwuznaki (nie są uznawane za osobne litery):
| Litera | Fonem |
| ------ | ----- |
| Dž, dž | /d͡ʒ/  |
| Lj, lj | /ʎ/   |
| Nj, nj | /ɲ/   |

W nazwiskach o niesłoweńskim pochodzeniu występują także litery: Ć (mehki č), Đ (mehki dž), Q (ku), W (dvojni ve), X (iks) i Y (ipsilon). Używane są także litery Ö i Ü, aby zaznaczyć niezgodną ze standardowym słoweńskim wymowę dialektalną.

## Regulacja
Standardowa postać słoweńskiej gramatyki i wymowy jest określana przez Komitet Ortografii i Instytut Frana Ramovša Słoweńskiej Akademii Nauki i Sztuki (Slovenska akademija znanosti in umetnosti, SAZU). Najnowszym opisem standardowej wymowy języka jest Slovenski pravopis. Ostatnia edycja została wydana w 2001 r. (edycja poprawiona w 2003) i zawiera ponad 130 tys. haseł słownikowych. W 2003 r. opublikowano wersję elektroniczną książki.
Oficjalnym słownikiem współczesnego języka słoweńskiego, przygotowanym również przez SAZU, jest Slovar slovenskega knjižnega jezika. Został opublikowany w 5 tomach w latach 1970–1991 i zawiera ponad 100 tysięcy haseł. W latach 90. XX wieku opracowano elektroniczną wersję słownika, która jest dostępna w internecie.
SAZU uważa Slovenski pravopis za normatywne źródło zasad języka słoweńskiego. Jeśli hasła ze słowników Slovenski pravopis i Slovar slovenskega knjižnega jezika różnią się, za normę uznaje się formę podawaną przez Slovenski pravopis.